# Azul Athletic Club
El Azul Athletic Club es un club de fútbol de Argentina, con sede en la ciudad de Azul, Buenos Aires. Fue fundado el 27 de marzo de 1913 y compite en la Liga de Azul.

## Estadio
El Azul Athletic cuenta con estadio propio, el Lorenzo Palacios quien fue nombrado así en honor a quien fuera presidente de la institución azuleña en dos períodos.
Cuenta con una capacidad de 2.000 y se encuentra ubicado en la Avenida Manuel Chaves y de las Cautiva — Azul, Buenos Aires.

## Palmarés
Regionales
| Competición  | #  | Campeonatos                                                                              |
| ------------ | -- | ---------------------------------------------------------------------------------------- |
| Liga de Azul | 15 | 1946, 1947, 1965, 1979, 1980, 1983, 1984, 1989, 1992, 1993, 1998, 1999, 2002, 2004, 2006 |